# Straßweg
Straßweg ist eine Ortschaft in Hückeswagen im Oberbergischen Kreis im Regierungsbezirk Köln in Nordrhein-Westfalen (Deutschland).

## Lage und Beschreibung
Straßweg liegt im südwestlichen Hückeswagen.
Der Ort besteht aus zwei getrennten Ansiedlungen, die durch die Landesstraße L68 miteinander verbunden sind. Nachbarorte sind Kotthausen, Straßburg, Wickesberg, Bochen, Dörpfelderhöhe, Kleinkatern und Großkatern. Die Kreisstraße 14 nach Purd zweigt in Straßweg ab.
Der Ort liegt auf der Wasserscheide zwischen dem Einzugsgebiet des Bachs Kleine Dhünn und die des Purder Bachs, die beide in die Große Dhünntalsperre münden. Der Straßweger Bach entspringt im Ortsbereich.

## Geschichte
1481 wurde der Ort das erste Mal in einer Spendenliste für den Marienaltar der Hückeswagener Kirche urkundlich erwähnt. Schreibweise der Erstnennung: zom Straitwege.
Im 18. Jahrhundert gehörte der Ort zum bergischen Amt Bornefeld-Hückeswagen. 1815/16 lebten 16 Einwohner im Ort. 1832 gehörte Straßweg der Großen Honschaft an, die ein Teil der Hückeswagener Außenbürgerschaft innerhalb der Bürgermeisterei Hückeswagen war. Der laut der Statistik und Topographie des Regierungsbezirks Düsseldorf als Weiler kategorisierte Ort besaß zu dieser Zeit drei Wohnhäuser und fünf landwirtschaftliche Gebäude. Zu dieser Zeit lebten 18 Einwohner im Ort, vier katholischen und 14 evangelischen Glaubens.
Im Gemeindelexikon für die Provinz Rheinland werden für 1885 acht Wohnhäuser mit 44 Einwohnern angegeben. Der Ort gehörte zu dieser Zeit zur Landgemeinde Neuhückeswagen innerhalb des Kreises Lennep. 1895 besaß der Ort acht Wohnhäuser mit 48 Einwohnern, 1905 acht Wohnhäuser und 49 Einwohner.

## Kulturleben
- Chorgemeinschaft Germania Straßweg – Bêché & Grohs
- Freiwillige Feuerwehr Straßweg

## Wander- und Radwege
Folgende Wanderwege führen durch den westlichen Ort:
- Der Ortswanderweg □ von der Wermelskirchener Knochenmühle zur Bevertalsperre